# Região Autônoma da Costa Caribe Sul
A Região Autônoma da Costa Caribe Sul (abreviada RACCS e antes conhecida como Região Autônoma do Atlântico Sul, RAAS), é uma região autônoma da Nicarágua, sua capital é a cidade de Bluefields.

## Municípios
1. Bluefields
2. Desembocadura de Río Grande
3. El Ayote
4. El Rama
5. El Tortuguero
6. Islas del Maíz
7. Kukra Hill
8. La Cruz de Río Grande
9. Laguna de Perlas
10. Muelle de los Bueyes
11. Nueva Guinea
12. Paiwas